# Lycée Masséna
Pour les articles homonymes, voir Masséna.
Le lycée Masséna est un établissement français d'enseignement secondaire et supérieur, situé au 2, avenue Félix-Faure à Nice, avec une annexe au 8, rue de l'Hôtel-des-Postes. Le proviseur est Philippe Tamisier. Outre le secondaire, le lycée accueille neuf filières de classes préparatoires aux grandes écoles.  
C'est l’ancien lycée de garçons de Nice, ville qui était par ailleurs dotée d'un lycée de jeunes filles, l'actuel lycée Albert-Calmette.

## Histoire

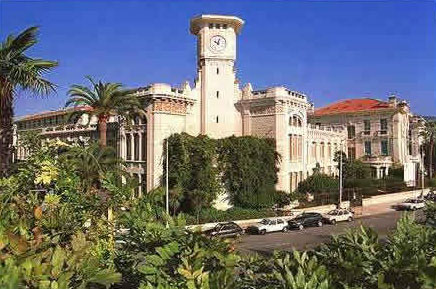
La tour de l'horloge du lycée.

À l'origine se trouve le couvent des Augustins déchaux, face au Pont-Vieux. Ces derniers s'installent à cet emplacement en 1643 et font construire leur couvent à partir de 1644 ; il est achevé à une date inconnue, entre 1663 et 1672.
Après l'occupation du comté de Nice par la France révolutionnaire en 1792, les bâtiments sont attribués à l’école centrale du département. Celle-ci est supprimée par l'arrêté du préfet des Alpes-Maritimes du 13 brumaire an XI (4 novembre 1802), suivant en cela la loi du 11 floréal de l'an X qui mettait fin aux écoles centrales et instaurait les lycées. Un arrêté des consuls du 1er vendémiaire an XII (24 septembre 1803) ordonne la création du lycée de Nice. Les travaux, qui débutent en novembre 1805, avancent lentement, et sont même suspendus deux fois,. Ils se terminent vers le milieu de l'année 1811. Le lycée ouvre en février 1812 avec comme proviseur François de Orestis, par ailleurs maire de Nice, ; c'est alors le seul lycée du département.
Après la restitution du comté de Nice à la maison de Savoie, le lycée ferme fin juin 1814. Victor-Emmanuel Ier, roi de Piémont-Sardaigne, y installe par la suite la Compagnie de Jésus : le lycée devint un collège royal qui ouvre en 1820. Puis les Jésuites sont expulsés (1848) et le collège royal est remplacé par un Collegio Convitto Nazionale.
En 1860, à la suite de l'annexion du comté de Nice à la France, l'établissement redevient un lycée (impérial, puis national). De gros travaux ont lieu en 1875-1876, et de nouveau à partir de 1909 jusqu'en 1931, sous la conduite de l'architecte Henri Ebrard, pour le moderniser et l'adapter au nombre croissant d'élèves. Le président de la République Armand Fallières pose la première pierre de la nouvelle construction le 26 avril 1909, et le président de la République Gaston Doumergue l'inaugure le 11 avril 1931. On doit également, après 1926, lui ouvrir une annexe, dans l'ancien hôtel du Parc impérial, pour accueillir la population installée à l'ouest de Nice.
En 1944, quelques jours après le débarquement des Alliés en Normandie, cinq élèves du lycée partent défendre l'arrière-pays niçois. Arrêtés par la Gestapo, ils sont fusillés le 11 juin 1944 à Saint-Julien-du-Verdon. Depuis cette date, une commémoration officielle a lieu chaque année dans la cour du lycée, en présence des personnalités politiques locales.
L'établissement reste lycée de garçons jusqu'en 1963 ; la même année, le lycée Félix-Faure est renommé en lycée Masséna, en mémoire d'André Masséna qui prit part en son temps, à sa construction.
Il est inscrit au titre des monuments historiques par arrêté du 15 mars 2016, puis classé par arrêté du 22 mars 2017.

## Enseignement secondaire
Le lycée Masséna est un établissement d'enseignement général. Ses élèves externes proviennent du quartier du Port, du Vieux-Nice et des communes avoisinantes de l'Est de Nice : Villefranche-sur-Mer, Beaulieu-sur-Mer, Saint-Jean-Cap-Ferrat, Èze. Sa devise est Alta alatis patent (« Le ciel est ouvert à ceux qui ont des ailes »).
Il accueille environ 1 675 élèves répartis comme suit : 835 élèves de la seconde à la terminale et 840 étudiants de classe préparatoire aux grandes écoles, dont 147 internes.
Le lycée est aussi renommé pour son architecture comportant de nombreuses mosaïques, des jeux de toits, une certaine influence italienne ainsi que la tour de l'horloge, symbole du lycée. Sur le cadran de cette dernière est inscrite la maxime Horas ne numerem nisi serenas (« Je souhaite ne compter que les heures heureuses »).

### Classement du lycée
En 2015, le lycée se classe 16e sur 32 au niveau départemental quant à la qualité d'enseignement, et 1 199e au niveau national. Le classement s'établit sur trois critères : le taux de réussite au bac, la proportion d'élèves de première qui obtient le baccalauréat en ayant fait les deux dernières années de leur scolarité dans l'établissement, et la valeur ajoutée (calculée à partir de l'origine sociale des élèves, de leur âge et de leurs résultats au diplôme national du brevet).

## Classes préparatoires
Les classes préparatoires aux grandes écoles (CPGE) sont des formations du premier cycle de l'enseignement supérieur implantées dans les lycées.
Le lycée Masséna est l'un des sept établissements publics proposant des CPGE dans l'académie de Nice, avec le lycée Dumont d'Urville de Toulon, le centre international de Valbonne, le lycée des Eucalyptus à Nice (certaines filières scientifiques seulement), le lycée Rouvière de Toulon (certaines filières scientifiques seulement), le lycée Jules Ferry à Cannes (certaines filières scientifiques seulement), le lycée Carnot à Cannes (filière littéraire seulement) et le lycée Beau-site à Nice (filière commerciale seulement). Il compte 19 classes préparatoires avec plus de 850 élèves.
Le lycée abrite des CPGE littéraires (1 classe de Khâgnes A/L et 1 classe de Khâgnes LSH), économiques et commerciales (2 classes d'ECS), et scientifiques (2 classes de MP, 2 classes de PC, 1 classe de PSI, 1 classe de BCPST).

### Classements des CPGE
Le classement national des classes préparatoires aux grandes écoles (CPGE) se fait en fonction du taux d'admission des élèves dans les grandes écoles.
En 2015, L'Étudiant donnait le classement suivant pour les concours de 2014 :
| Filière | Élèves admis dans une grande école* | Taux d'admission* | Taux moyen sur 5 ans | Classement national | Évolution sur un an |
| --- | ----------------------------------- | ----------------- | -------------------- | ------------------- | ------------------- |
| ECS | 4 / 66 élèves                       | 6 %               | 7 %                  | 32e sur 95          | 3                   |
| Khâgne A/L | 1 / 41 élèves                       | 2 %               | 1 %                  | 16e sur 41          | 25                  |
| Khâgne LSH | 0 / 37 élèves                       | 0 %               | 1 %                  | 73eex-æquo sur 73   | =                   |
| MP / MP* | 13 / 75 élèves                      | 17 %              | 21 %                 | 22e sur 114         | 8                   |
| PC / PC* | 15 / 78 élèves                      | 19 %              | 13 %                 | 14e sur 110         | 4                   |
| PSI / PSI* | 11 / 45 élèves                      | 24 %              | 23 %                 | 20e sur 120         | 1                   |
| BCPST | 13 / 47 élèves                      | 28 %              | 30 %                 | 36e sur 53          | 18                  |
| Source : Classement 2015 des prépas - L'Étudiant (Concours de 2014). * le taux d'admission dépend des grandes écoles retenues par l'étude. Par exemple, en filière ECE et ECS, ce sont HEC, ESSEC, et l'ESCP ; en khâgne, ce sont l'ENSAE, l'ENC, les 3 ENS, et 5 écoles de commerce. |                                     |                   |                      |                     |                     |

## Personnalités

### Proviseurs
- 2007-2011 : Jean-Alain Hiver[23],[24]
- 2011-2015 : Henri-Laurent Brusa[23]
- 2015-2021 : Serge Ferrari[25]
- 2021-2024 : Gilles Kleczek
- Depuis 2024 : Philippe Tamisier

### Professeurs
- Jean-Rémy Bézias (1962- )[26], historien
- André Bellessort (1866-1942)
- Charles Ehrmann[27], homme politique
- Max Gallo[28], écrivain et ancien homme politique
- Jean-Bertrand Pontalis. Il enseigne la philosophie de 1949 à 1951[29],[30].
- Antoine Risso, naturaliste
- Jules Romains[31], écrivain. Il enseigne la philosophie de 1917 à 1919[32].
- Paul Vidal de la Blache a été proviseur du lycée[33].

### Anciens élèves
- Jean-Luc Allavena[réf. nécessaire]
- Guillaume Apollinaire[31],[34], poète
- Florient Azoulay, dramaturge
- Albert Balestre[35], médecin-hygiéniste
- Jean-Louis Beffa[36], ancien PDG de Saint-Gobain
- Lucie Bernardoni, finaliste de la Star Academy 2004, chanteuse, répétitrice, écrivaine.
- Joan-Daniel Bezsonoff, écrivain
- Philippe Bianconi, pianiste concertiste
- Adolphe Blanqui[37], économiste
- Grégory Boutté[38], ancien directeur général d'eBay France
- Jean Cabannes[31], physicien
- René Cassin[31], juriste, prix Nobel de la paix (une salle du lycée porte son nom)
- Didier Castell Jacomin[31], pianiste concertiste
- Christophe Cessieux, voix niçoise du Tour de France
- Jean Delumeau[39], historien
- Michel Déon[31], écrivain
- Maryline Desbiolles[réf. nécessaire], écrivaine
- Aminata Diaw Cissé, philosophe sénégalaise[40].
- Bruno Ferrandis, chef d'orchestre
- Marielle Fournier, journaliste
- Roland Garros[31], aviateur
- Romain Gary[41],[42], écrivain
- François Goiran[31], militaire et homme politique
- Paul Gordeaux , journaliste
- Édouard Grinda[31], homme politique
- Michel Grisolia[43], homme de lettres
- Jean-Claude Guibal, homme politique
- Alfred Hart, écrivain
- Maurice Jaubert[31], musicien
- Charlie Joirkin, actrice
- Joseph Kessel[31], journaliste et romancier
- Yves Klein[42], peintre
- Jean-Marie Le Clézio[31], écrivain, prix Nobel de littérature
- Pierre Laffitte[31], homme politique
- Charles Martin-Sauvaigo, peintre
- Jean Médecin[31], homme politique
- Jacques Médecin[31], homme politique
- Pierre Merli[31], homme politique
- Paul Montel[31], mathématicien
- Bernard Morlino, écrivain, journaliste, chroniqueur littéraire
- Gustav-Adolf Mossa[31], peintre
- Louis Nucera[42], écrivain
- Jean d'Ormesson[31],[44], écrivain
- Francis Palmero[31], homme politique
- Daniel Pennac[42],[45], écrivain
- Jacques Peyrat[31], homme politique
- Francis Pomponi (1939-2021), historien.
- Henri Proglio[46], ancien PDG d'EDF et de Veolia environnement
- Claude-André Puget[31], scénariste
- Stéphanie Renouvin[47], journaliste
- Menica Rondelly[31], poète
- Joann Sfar[48], auteur de bande dessinée, écrivain et réalisateur
- Nicolas Skorsky, compositeur
- Didier Van Cauwelaert[42], écrivain
- Alexandre Wassilieff[réf. nécessaire], amiral et écrivain français